# Сита (река, впадает в Петропавловское озеро)
Сита́ — река в Хабаровском крае в бассейне Амура.
Вытекает из болот возле посёлка Сита района имени Лазо. Длина реки — 105 км (от истока крупнейшего притока Обора — 159 км). Площадь водосборного бассейна — 3320 км².
Протекая по низменной заболоченной местности, принимает в себя мелкие реки и ручьи Джулиха, Малая Сита 2-я, Каменушка, Бешеная, Малая Сита.
Между сёлами Благодатное и Князе-Волконское Хабаровского района принимает справа реку Обор, значительно более полноводную. В районе села Князе-Волконское в реку Сита слева впадает река Чёрная Речка.
Между сёлами Благодатное и Князе-Волконское образует широкую долину с большим количеством стариц, ведутся работы по добыче гравия, работает земснаряд. В долине реки на месте бывшего гравийного карьера образовалось искусственное озеро Благодатное, являющееся местом отдыха местных жителей и хабаровчан.
Река Сита во время наводнений сильно разливается, затапливая низменную заболоченную долину на много километров.
Судоходство отсутствует, исключительно маломерное.
Через реку Сита построены два железобетонных автомобильных моста — в районе сёл Благодатное и Князе-Волконское.
Река является местом отдыха и любительского рыболовства, воды реки отбираются для животноводческих комплексов (технический водопровод).
В пятнадцати километрах ниже села Князе-Волконское река Сита впадает в мелководное Петропавловское озеро, сообщающееся протоками с рекой Амур.
- Наводнение на реке Сита
- Река Сита выше села Благодатное
- Река Сита ниже села Благодатное

## Населённые пункты у реки
Сверху вниз:
- 34 километр (п. б.)
- Сита (л. б.)
- Благодатное (п. б.)
- Калинка (л. б.)
- Князе-Волконское (п. б.)
- Сергеевка (л. б.)
- Краснознаменка (п. б.)